# Regierung Féaux
Die Regierung Féaux war die vierte Regierung der Französischen Gemeinschaft. Sie amtierte vom 11. Mai 1988 bis zum 7. Januar 1992.
Der Rat der Französischen Gemeinschaft wurde nicht direkt gewählt, er setzte sich aus den 132 französischsprachigen Mitgliedern der Belgischen Abgeordnetenkammer (88 Abgeordnete) und des Belgischen Senats (44 Senatoren) zusammen.
Bei der vorgezogenen Parlamentswahl am 13. Dezember 1987 büßten die seit 1985 gemeinsam regierenden liberale Parti réformateur libéral (PRL) und die konservative Parti Social Chrétien (PSC) ihre Mehrheit im Rat ein, während die Sozialistische Partei (PS) fünf Sitze hinzugewann. Ab dem 2. Februar 1988 regierte eine Koalition von PS und PSC unter Ministerpräsident Philippe Moureaux (PS).
Nach dem Rücktritt von Ministerpräsident Moureaux und Sozialminister Robert Urbain, die als Minister in die föderale Regierung Martens VIII eintraten, bildeten PS und PSC am 11. Mai 1988 eine Folgeregierung unter Ministerpräsident Valmy Féaux (PS).
Nach der Parlamentswahl am 24. November 1991 setzen PS und PSC ihre Zusammenarbeit fort. Neuer Ministerpräsident wurde Bernard Anselme.

## Zusammensetzung
| Amt                                                                                             | Name               | Partei | Beginn der Amtszeit | Ende der Amtszeit |
| ----------------------------------------------------------------------------------------------- | ------------------ | ------ | ------------------- | ----------------- |
| Ministerpräsident                                                                               | Valmy Féaux        | PS     | 11. Mai 1988        | 17. Januar 1989   |
| Ministerpräsident, verantwortlich für Kultur und Kommunikation                                  | Valmy Féaux        | PS     | 17. Januar 1989     | 7. Januar 1992    |
| Minister für Bildung, berufliche Weiterbildung, Sport, Tourismus und internationale Beziehungen | Jean-Pierre Grafé  | PSC    | 11. Mai 1988        | 7. Januar 1992    |
| Minister für Soziales und Gesundheit                                                            | Charles Picqué     | PS     | 11. Mai 1988        | 4. Juli 1989      |
| Minister für Soziales und Gesundheit                                                            | François Guillaume | PS     | 6. Juli 1989        | 7. Januar 1992    |
| Minister für Unterricht und Forschung                                                           | Yvan Ylieff        | PS     | 17. Januar 1989     | 7. Januar 1992    |

## Umbesetzungen
Am 17. Januar 1989 übernahm Ministerpräsident Valmy Féaux die Zuständigkeit für Kultur und Kommunikation und ein zusätzliches Ministerium für Unterricht und Forschung wurde eingerichtet. Die Leitung übernahm Yvan Ylieff (PS), bisher Unterrichtsminister in der föderalern Regierung Martens VIII.
Charles Picqué (PS) trat am 4. Juli 1989 zurück und wurde Ministerpräsident der neu eingerichteten Region Brüssel-Hauptstadt. Sein Nachfolger wurde François Guillaume (PS).